# Mont d'Or chaud
Pour les articles homonymes, voir Mont d'Or et Vacherin.
Le mont d'Or chaud, boîte chaude, fondue au Mont d'Or ou vacherin Mont-d'Or chaud (canton de Vaud, Suisse) est une recette de cuisine de fondue au fromage de la cuisine franc-comtoise en Bourgogne-Franche-Comté, et de la cuisine vaudoise en Suisse, à la saison du mont d'Or / Vacherin Mont-d'Or, entre août et mars.

## Préparation
Le mont d'Or est traditionnellement mis au four à 180 °C pendant 30 min (ou plus pour le faire dorer) directement dans sa boite en écorce d'épicéa et sa sangle également en epicea (ou dans un bol à la façon d'une assiette comtoise) pour faire fondre le fromage, avec éventuellement un peu de vin blanc sec, et quelques morceaux d'ail, dans un trou creusé au centre du fromage.

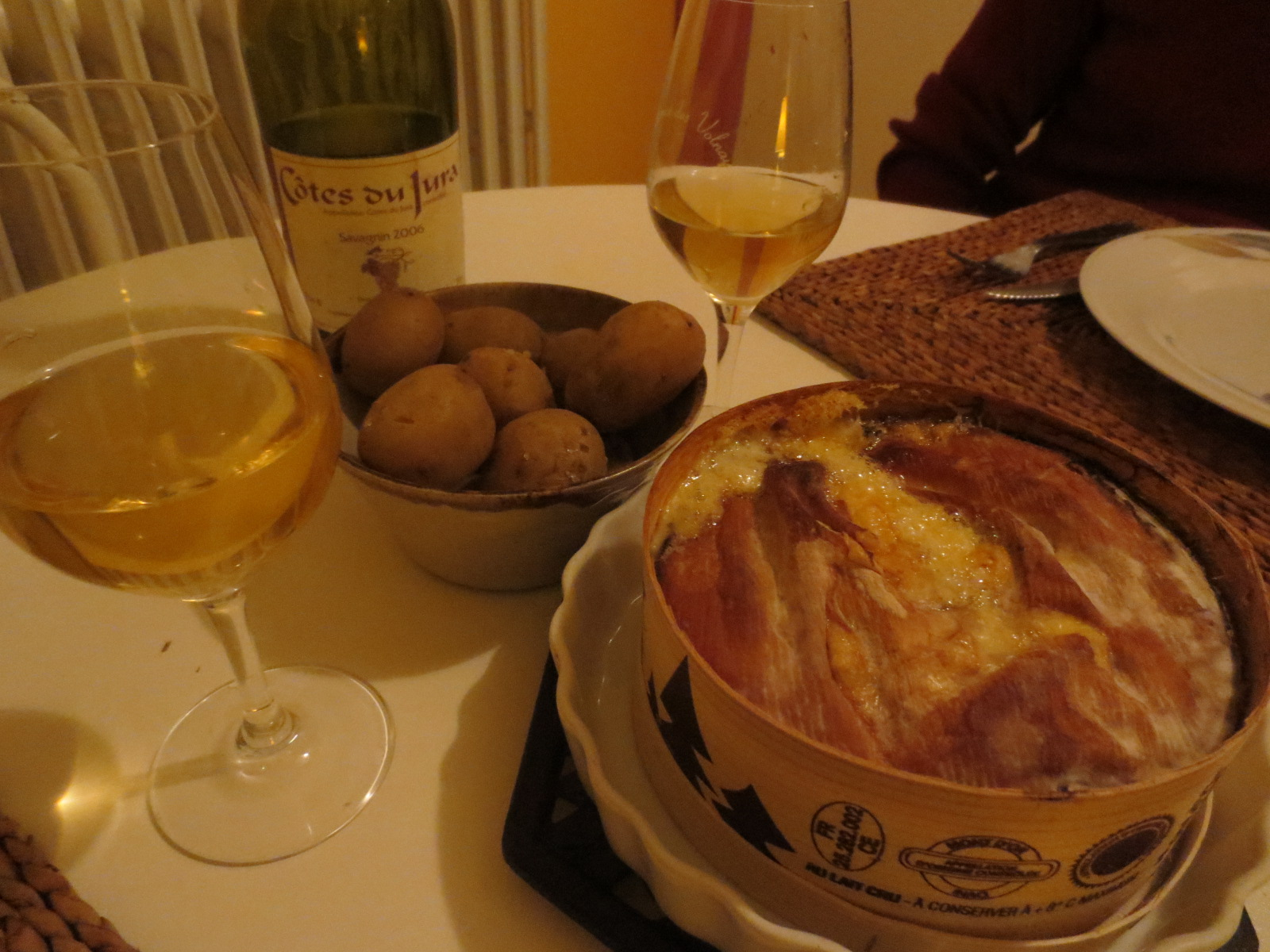
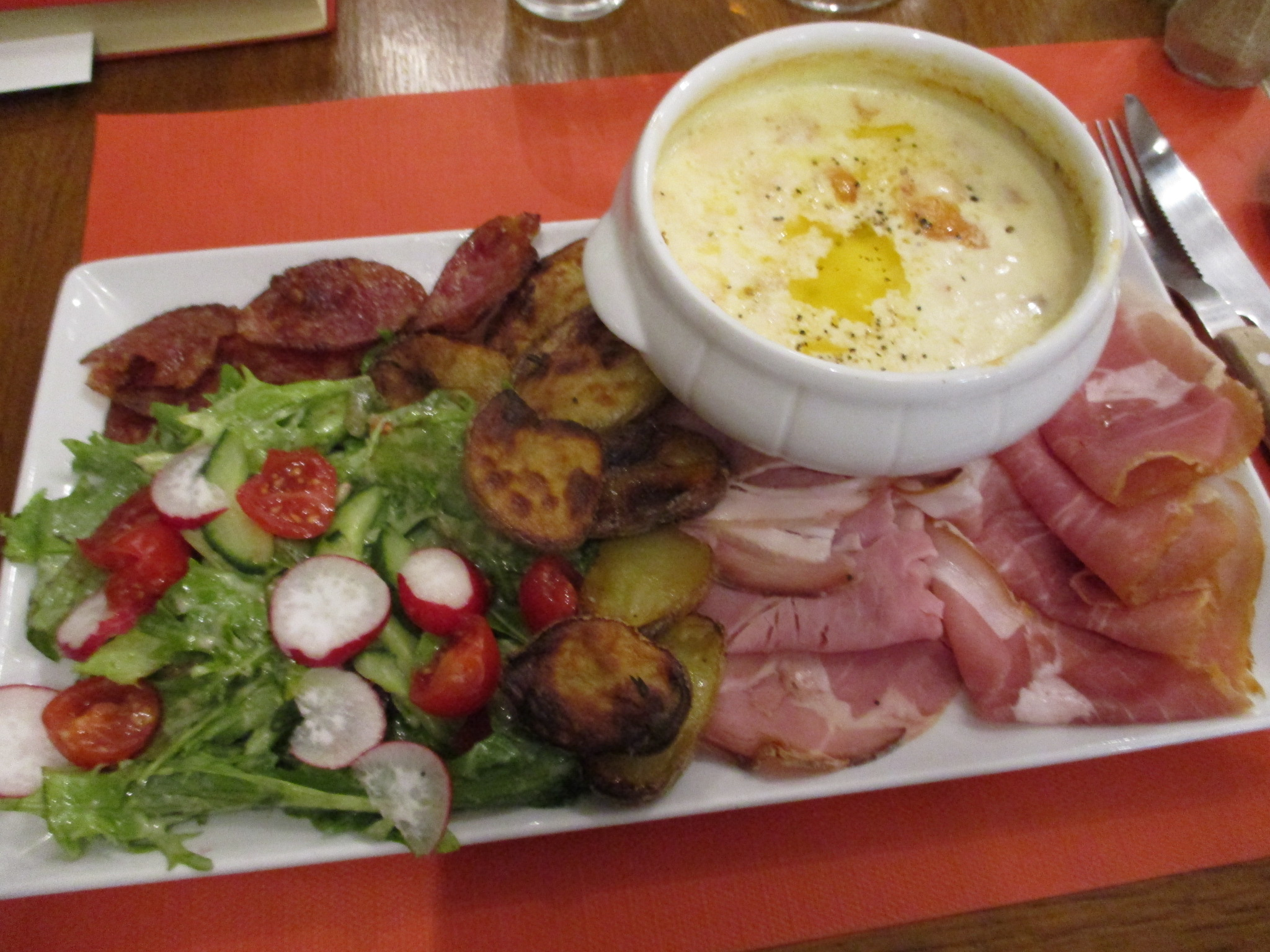
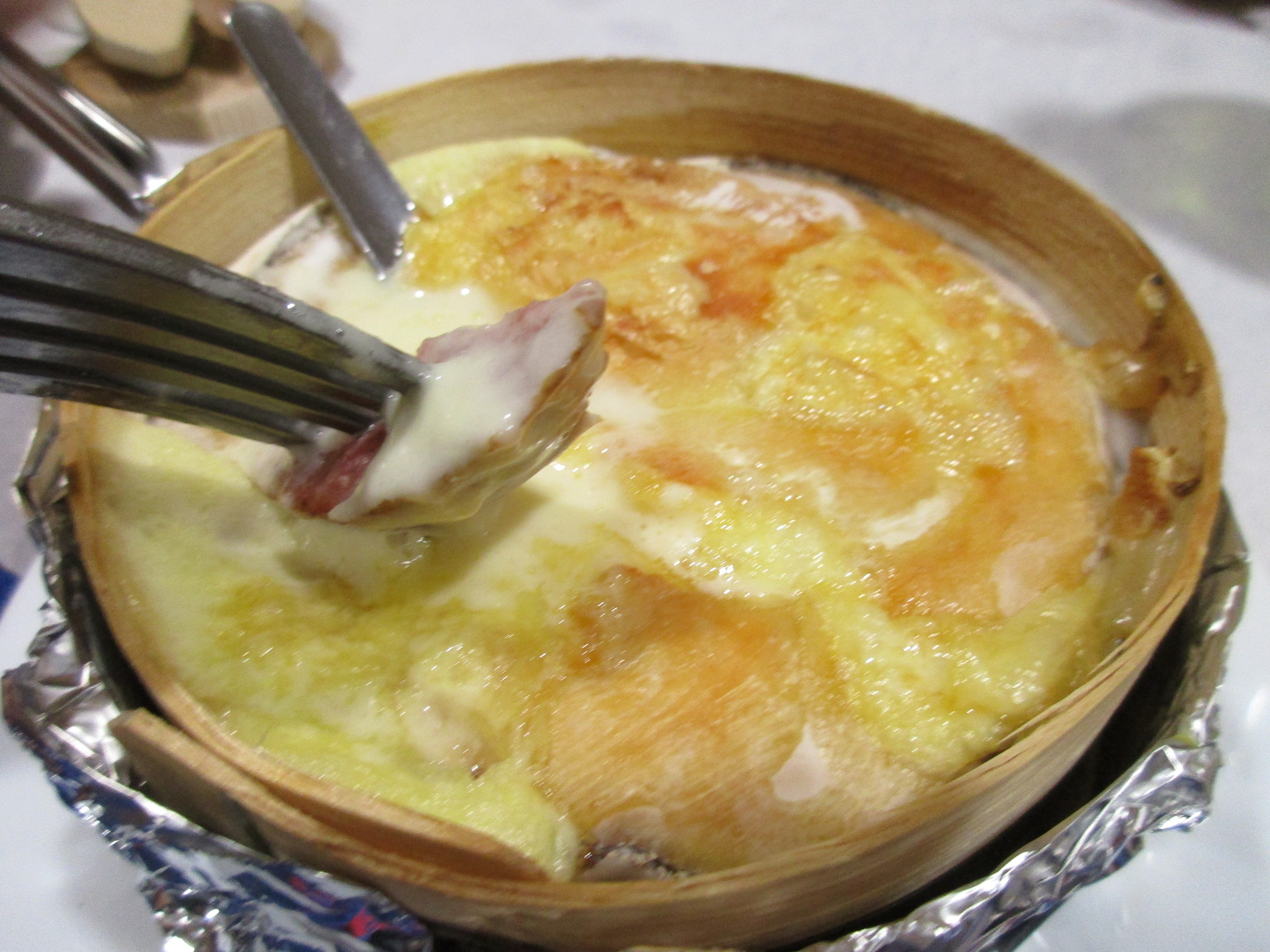

Ce plat se déguste à la cuillère et peut être servi avec du pain de campagne, des pommes de terre en robe des champs, une salade verte, et éventuellement avec de la charcuterie régionale franc-comtoise  jambon, viande des Grisons, brési, saucisse de Montbéliard ou de Morteau.

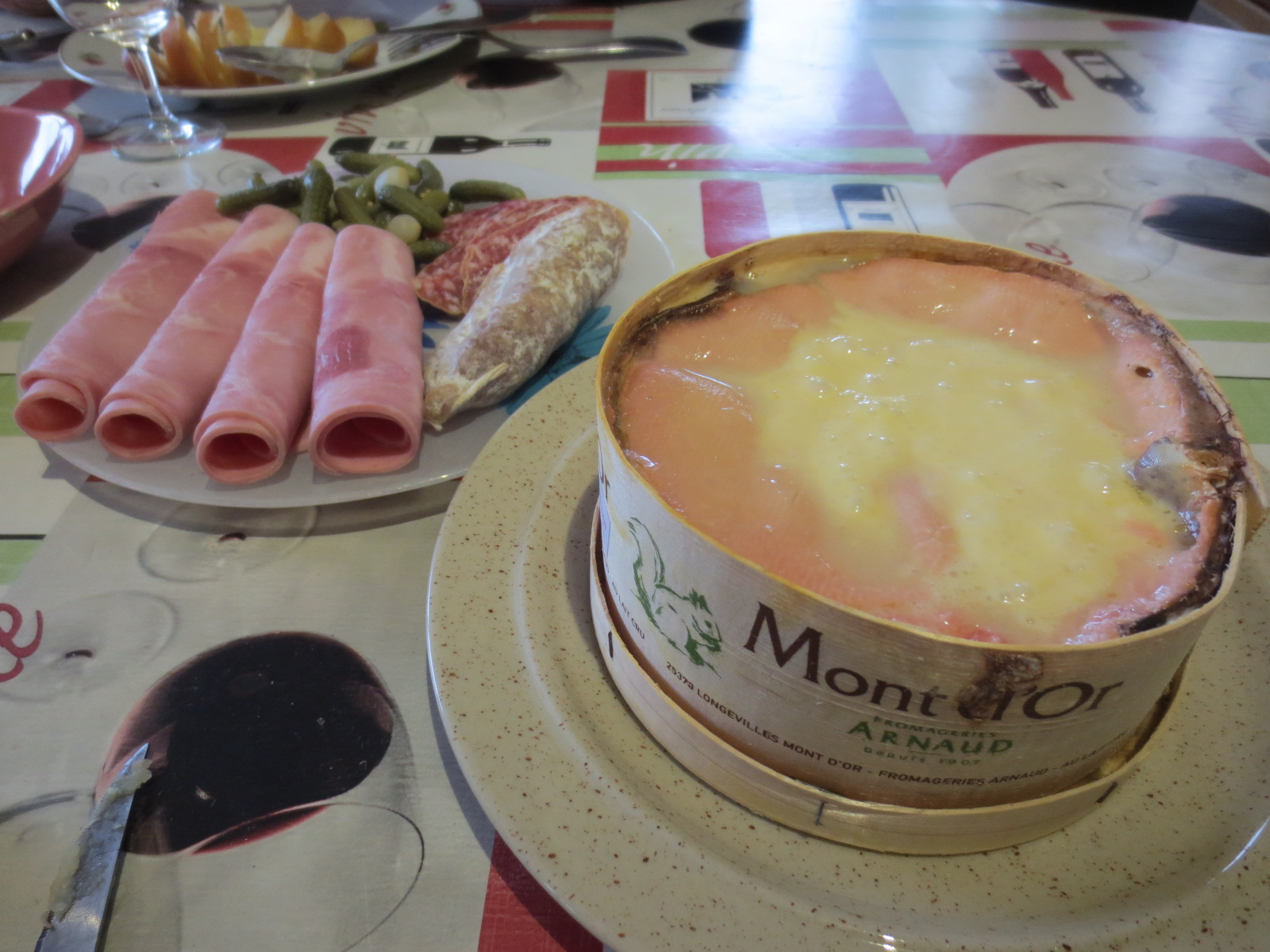
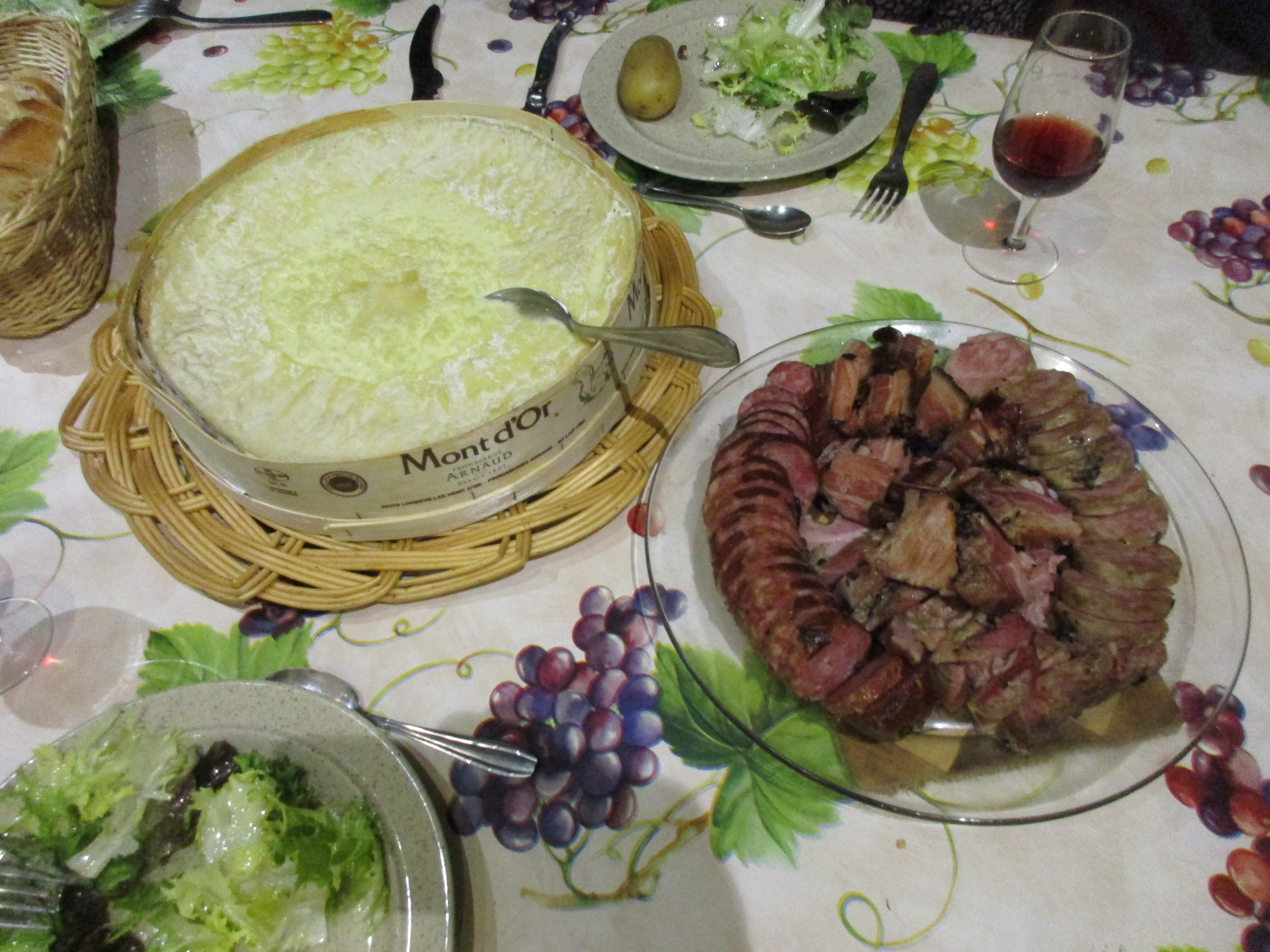
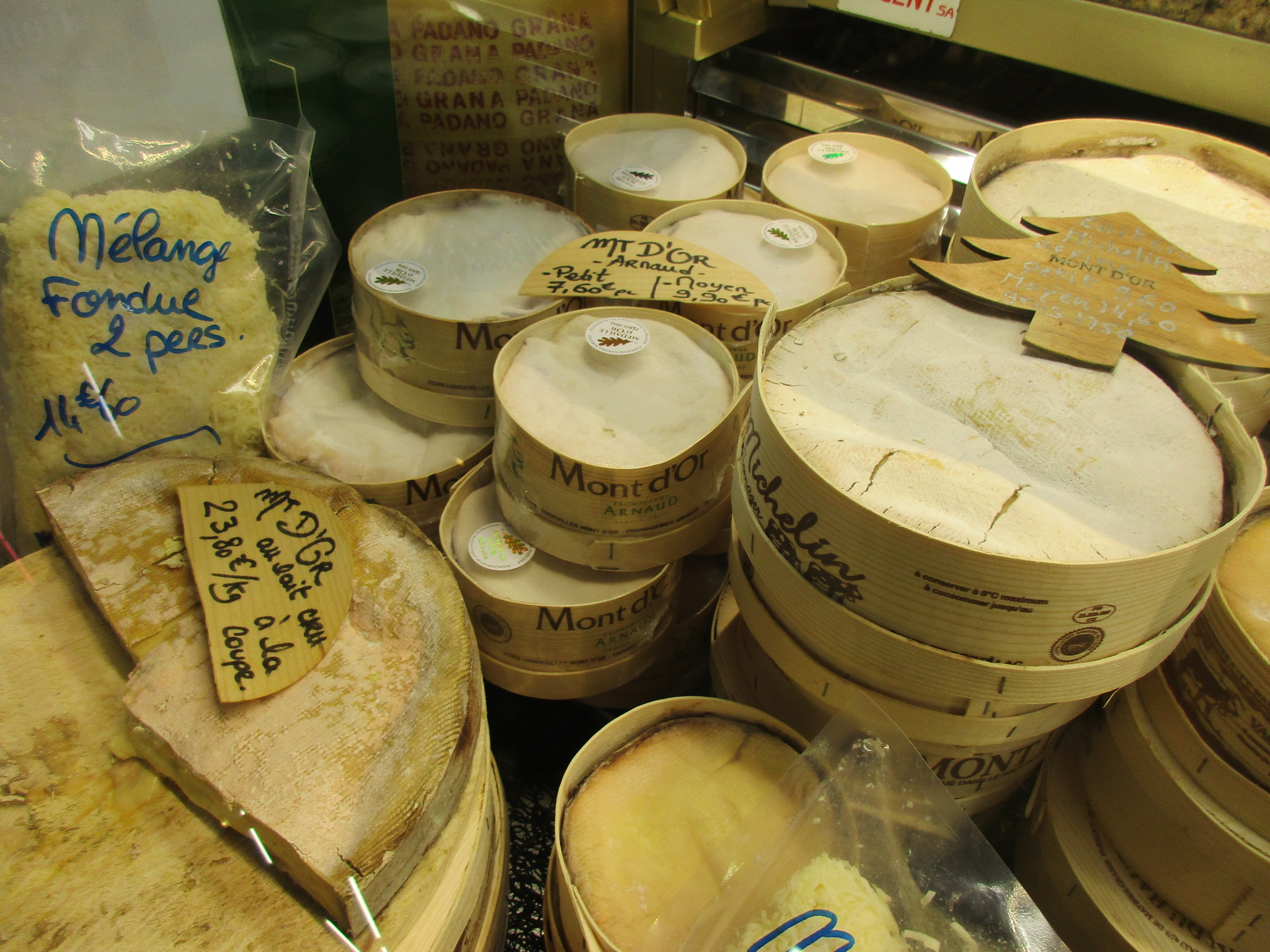